# عذراء وثلاثة رجال (فلم)
عذراء وثلاثة رجال هو فيلم مصري عرض عام 1986، بطولة فريد شوقي وصفية العمري وعزت العلايلي وليلى علوي، ومن إخراج سيد سيف.

## قصة الفيلم
شكري ضابط مباحث بإحدى قرى الصعيد، يسعى لحماية الكفر من المطاريد، ويطلب الزواج من أمل التي تعمل مدرسة مع والدها عبد الفتاح بمدرسة الكفر، يعتدي مجهول على أمل أثناء عودتها مساء ولا تتبين شخصيته. يدور الشك حول جاسر وأبو عطوة المجرم التائب وشقيقه عبد الرحمن، وفي دار العمدة يعترف عبد الرحمن بأنه الفاعل، فيصحبه شكري إلى المركز رغم أن الطريق الذي يسلكه محفوف بالمخاطر، تفتح النيران على سيارتهم ويقتل عبد الرحمن، ويتضح أن أبو عطوة هو القاتل ويسلم نفسه للشرطة اعقتادا منه أن أخاه يستحق الموت.

## طاقم التمثيل
- فريد شوقي: (أبو عطوة)
- صفية العمري: (نشوى)
- عزت العلايلي: (المقدم شكري عبد الرحمن)
- ليلى علوي: (أمل عبد الفتاح)
- أبو بكر عزت: (طنطاوي)
- جلال عيسى: (عبد الرحمن)
- عبد المنعم إبراهيم: (عبد الفتاح - ناظر المدرسة)
- صبري عبد المنعم: (جاسر)
- فريدة سيف النصر: (نعناعة)
- شريفة ماهر: (زينب - والدة أمل)
- محمد أحمد المصري: (عبد الونيس - العمدة)
- منى إسماعيل: (سعدية عبد الونيس)
- حمدي مرسي
- حامد عبد الله
- عبد الكريم الشوربجي
- سيد عبد العزيز
- مصطفى عبد المنعم
- رشاد عوض
- غريب محيي الدين: (وكيل النيابة)
- محمد نجيب
- مصطفى الطوخي
- عبد المنعم المرصفي
- ليزا ماي: (الراقصة)
- سعاد شاهين
- محمد عثمان

## فريق العمل
- إخراج: سيد سيف
- سيناريو وحوار: فيصل ندا
- مدير التصوير: برهان حماد
- مونتاج: عبد العزيز فخري
- موسيقى تصويرية: حسن أبو السعود
- إنتاج: مونا فيلم
- توزيع: شركة أفلام النصر (محمد حسن رمزي)
- توزيع خارجي: الشركة اللبنانية للتجارة والسينما